# Euxoa ustulata
Euxoa ustulata là một loài bướm đêm trong họ Noctuidae.